# Lac Franchère
Pour les articles homonymes, voir Franchère.
Le lac Franchère est un plan d'eau douce du bassin versant de la rivière aux Écorces du Milieu, de la rivière aux Écorces, de la rivière Pikauba et de rivière Saguenay, dans le territoire non organisé de Lac-Jacques-Cartier, dans la municipalité régionale de comté (MRC) de La Côte-de-Beaupré, dans la région administrative de la Capitale-Nationale, dans la province de Québec, au Canada. Le lac Franchère fait partie de la réserve faunique des Laurentides.
La zone autour du lac est desservie indirectement par la route 175 qui passe du côté est et des routes forestières secondaires, pour les besoins des activités récréotouristiques, surtout la villégiature. Une route forestière secondaire passe entre le lac Franchère et le lac Germain.
La foresterie constitue la principale activité économique du secteur ; les activités récréotouristiques, en second.
La surface du lac Franchère est habituellement gelée du début de décembre à la fin mars, toutefois la circulation sécuritaire sur la glace se fait généralement de la mi-décembre à la mi-mars.

## Géographie
Les principaux bassins versants voisins du lac Franchère sont :
- côté nord : rivière aux Écorces Nord-Est, rivière Apica, rivière Pikauba, ruisseau Delphis;
- côté est : rivière Jacques-Cartier, ruisseau Côté, ruisseau Leboeuf, rivière Pikauba, ruisseau Noir, rivière aux Écorces Nord-Est ;
- côté sud : rivière aux Écorces du Milieu, rivière aux Écorces, lac Rieutard, lac Launière, Petit lac Jacques-Cartier, rivière Jacques-Cartier Nord-Ouest, ruisseau Beaudoin ;
- côté ouest : rivière aux Écorces du Milieu, rivière aux Écorces, ruisseau Kane, ruisseau Gravel.

Le lac Franchère comporte une longueur de 2,8 km, une largeur de 0,9 km et une altitude de 803 m. Ce lac est surtout alimenté par des ruisseaux riverains, par la décharge (venant du nord) du lac Ballon et par la décharge (venant du nord-est) de la rivière aux Écorces du Milieu, ainsi que la décharge des lacs Day et Germain. Ce lac comporte un rétrécissement dans sa partie nord-ouest causé par le rapprochement de deux presqu’îles. L’embouchure du lac Franchère est située au sud-est, à :
- 2,0 km au Nord du lac Rieutard qui est le lac de tête de la rivière Cavée ;
- 4,9 km au sud-ouest du lac Jacqueline ;
- 7,6 km au sud-ouest du cours de la rivière aux Écorces Nord-Est ;
- 17,4 km au sud-ouest de la route 175 ;
- 12,7 km au sud-ouest du cours de la rivière Pikauba ;
- 16,4 km au nord-est de la confluence de la rivière aux Écorces du Milieu et de la rivière aux Écorces;
- 66,7 km au sud-est de l’embouchure de la rivière Pikauba (confluence avec le lac Kénogami);
- 18,9 km au nord-ouest du lac Jacques-Cartier[2].

À partir de l’embouchure du lac Franchère, le courant descend consécutivement sur:
- 24,7 km vers l’ouest le cours de la rivière aux Écorces du Milieu;
- 98,5 km généralement vers l’ouest le cours de la rivière aux Écorces;
- 35,0 km généralement vers le nord-est, le cours de la rivière Pikauba;
- 17,6 km vers le nord-est en traversant le lac Kénogami jusqu’au barrage de Portage-des-Roches;
- 26,2 km vers l’est, puis le nord-est, le cours de la rivière Chicoutimi;
- 114,6 km vers l’est le cours de la rivière Saguenay jusqu’à Tadoussac où il conflue avec l’estuaire du Saint-Laurent[2].

## Toponymie
Le terme « Franchère » constitue un patronyme de famille d’origine française.
Le toponyme « lac Franchère » a été officialisé le 5 décembre 1968 par la Commission de toponymie du Québec.